# Соловецкий камень (Санкт-Петербург)
Солове́цкий ка́мень в Санкт-Петербурге — памятник жертвам политических репрессий в СССР и борцам за свободу. Он находится на Петроградской стороне в историческом центре города, на его старейшей площади — Троицкой. Этот сквер расположен рядом с местами, непосредственно связанными с политическими репрессиями в СССР — Домом политкаторжан, тюрьмой Трубецкого бастиона, некрополем Петропавловской крепости и Большим домом.
Памятник представляет собой гранитную глыбу, привезённую с территории бывшего Соловецкого лагеря, считающегося символом ГУЛАГа и советского государственного террора в целом. Он был установлен по инициативе и силами бывших политических заключённых и Санкт-Петербургской организации «Мемориал». Авторами памятника выступили художники Юлий Рыбаков и Евгений Ухналёв, которые в советское время сами пережили политическое заключение. Мемориал не только увековечивает память о жертвах репрессивной системы и о борцах с ней, но и в более широком смысле символизирует ценность свободы, прав человека и человеческого достоинства. Соловецкий камень является центральным местом мероприятий, посвящённых памяти жертв государственного террора в СССР, а также других правозащитных акций.

## Строение и символизм

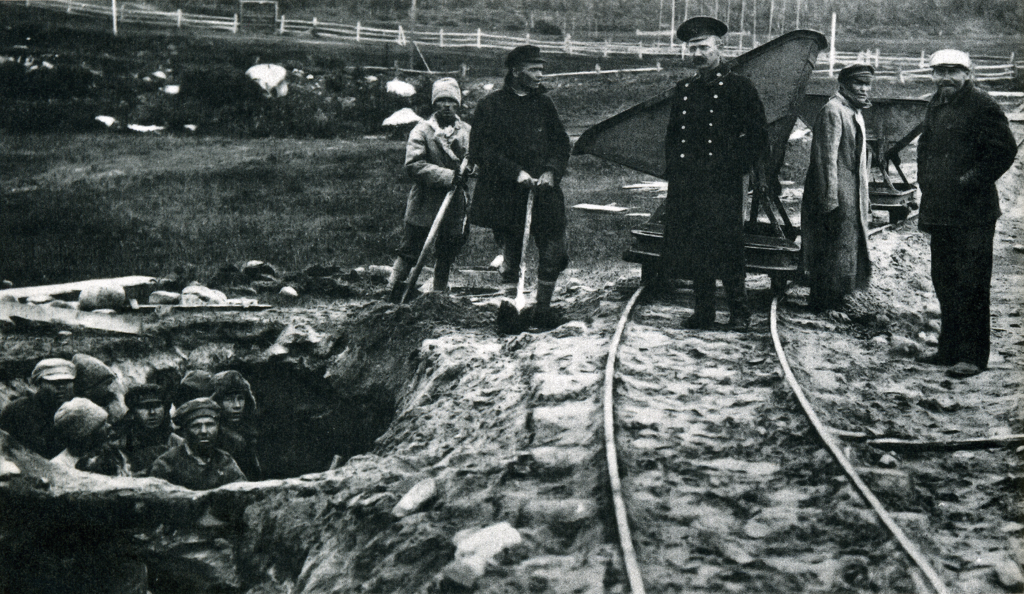
Заключённые Соловецкого лагеря на земляных работах. 1924 год

Центральной частью памятника является «соловецкий камень» — гранитная глыба, привезённая с Соловецких островов в Белом море, с территории располагавшегося там бывшего Соловецкого лагеря особого назначения. Этот лагерь стал символом унёсшей сотни тысяч жизней системы ГУЛАГа и политических репрессий в советское время в целом, а его имя приобрело нарицательное значение. Сам камень был выбран из валунов около Савватиевского скита Соловецкого монастыря, где в 1920-х годах располагался «политический изолятор», в котором содержались осуждённые по политическим мотивам узники. Это место является знаковым, поскольку именно тут в 1923 году произошли протесты против нарушения прав заключённых, закончившиеся 19 декабря провокацией со стороны тюремщиков и расстрелом ими протестующих. Эта расправа, с одной стороны, считается отправной точкой нового этапа советских репрессий, а с другой — важным примером оказанного им сопротивления. По другим данным, камень был взят у находящейся в сотне метров от Савватиевского скита Секирной горы, где в Вознесенском ските располагался «штрафной изолятор» и близ которой происходили расстрелы заключённых.
Соловецкий камень как символ является отражением универсальной дохристианской идеи о непрерывности и наследуемости бытия — это вещь с «того самого места», хранящая «дух места и предков». Кроме того, по замыслу авторов, суровая эстетика камня делает его своеобразным «опорным камнем бытия личности, выживающей вопреки давящим силам безличного зла».
Мемориал выполнен в минималистическом стиле и носит нерелигиозный, светский характер. Памятник представляет собой необработанную гранитную глыбу высотой 1,7 метра, водружённую на квадратный каменный постамент размером 0,35 × 2,35 × 2,3 метра, который, в свою очередь, расположен на бетонной пяте с гравийной подошвой примерно 0,2 метра высотой. Грани платформы постамента ориентированы по сторонам сквера-сада Троицкой площади, практически соответствуя сторонам света. С одного из ракурсов камень напоминает слона, так сокращалось название «Соловецкий лагерь особого назначения».
Смысловое наполнение памятника осуществлено благодаря размещённому на постаменте тексту. На северной части монумента нанесена надпись «Узникам ГУЛАГа», на западной — «Борцам за свободу», на восточной — «Жертвам коммунистического террора». Эти тексты очерчивают основные категории людей, чьей памяти служит мемориал. Надпись на южной стороне — «Хотелось бы всех поимённо назвать / Анна Ахматова» (из посвящённой репрессиям поэмы «Реквием» поэтессы) — гуманизирует данные образы. Однако сам памятник не содержит конкретных имён, потому что во время его возведения далеко не все из них не были известны. Один из авторов мемориала Юлий Рыбаков отмечал западную надпись как особенно важную, поскольку она чтит память не только жертв, но и тех людей, которые боролись с репрессивной системой. Восточная надпись, называющая ответственных за террор, является редким подобным примером среди аналогичных памятников в России. Исследователь Александр Эткинд считает, что указание на коммунизм как причину катастрофы даёт этому монументу общемировое значение. Нанесённые на памятник тексты не раскрывают саму историю Соловецкого камня, что, по замыслу его установивших, должно побудить интерес у случайных прохожих узнать о нём больше информации.
Монумент посвящён «всем расстрелянным, арестованным, сосланным, изгнанным, загубленным коммунистическим режимом жителям города, чьи могилы утеряны, а судьбы зачастую неизвестны». Общество «Мемориал», по инициативе и силами которого был создан памятник, так охарактеризовало его значение на церемонии открытия: «Этот памятник — дар городу к 300-летию Санкт-Петербурга от бывших политзаключённых, от тех людей, для которых ценности свободы и человеческого достоинства оказались выше личной безопасности и личного благополучия. Соловецкий камень на Троицкой площади — символ свободной общественной мысли, символ политических и гражданских свобод. Этот памятник — дань уважения и любви к погибшим в результате разгула бессмысленного террора, памяти наших сограждан, жертвам политических репрессий. Этот памятник борцам за человеческое достоинство, тем, кто среди торжествующей жестокости и бесправия не соблазнился злом, смог сохранить личную внутреннюю свободу и остаться человеком в бесчеловечном мире. Этот памятник — символ преодоления тоталитарного коммунистического режима человеческой личностью, символ неприятия насилия, ксенофобии. Мы живем в нестабильном государстве, которое не может быть гарантом прав и свобод для своих граждан. Пусть этот камень служит свободе».

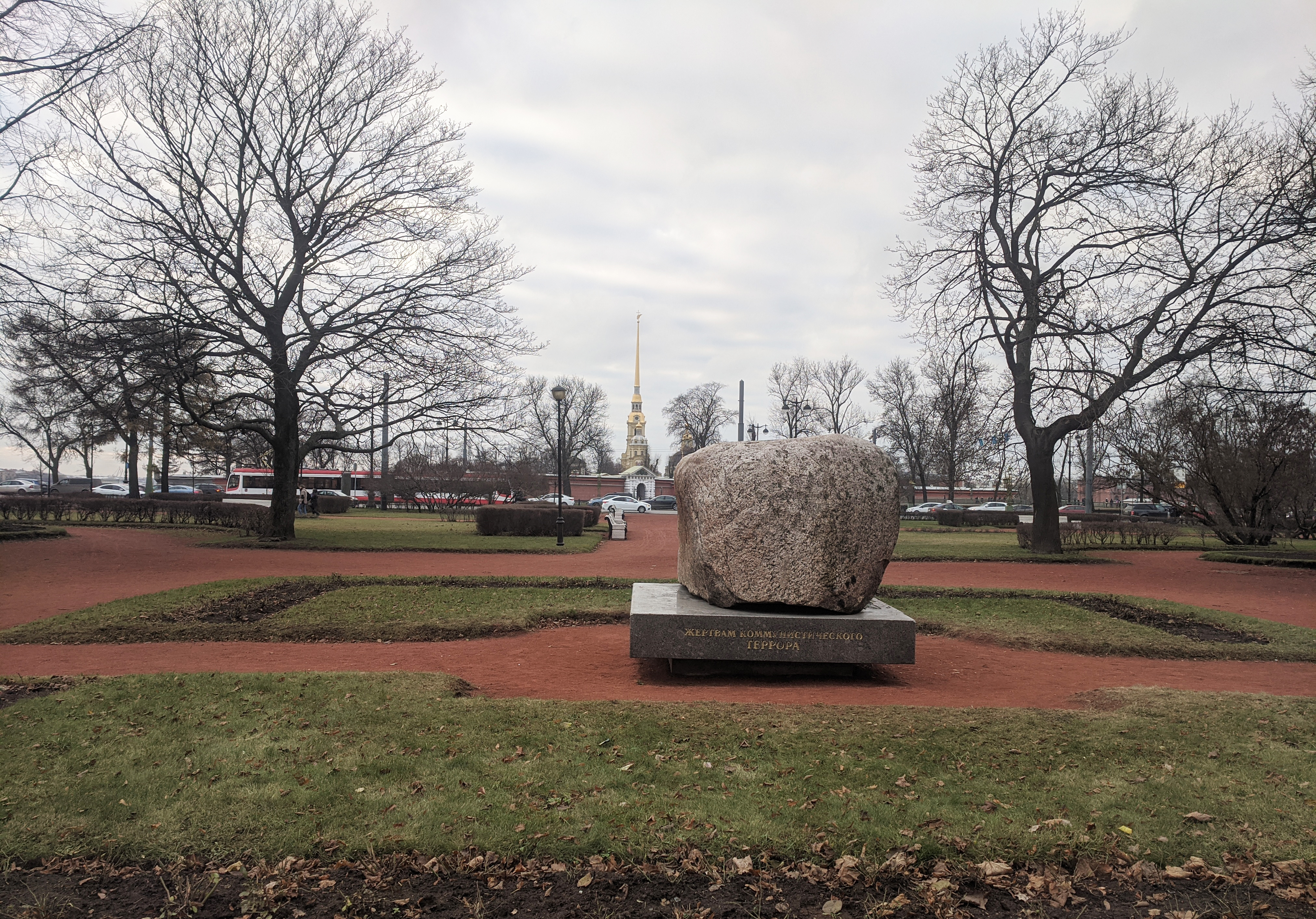
Троицкая площадь, вид на запад. На заднем плане видна Петропавловская крепость — бывшая политическая тюрьма времён царской России, Красного террора и некрополь последнего
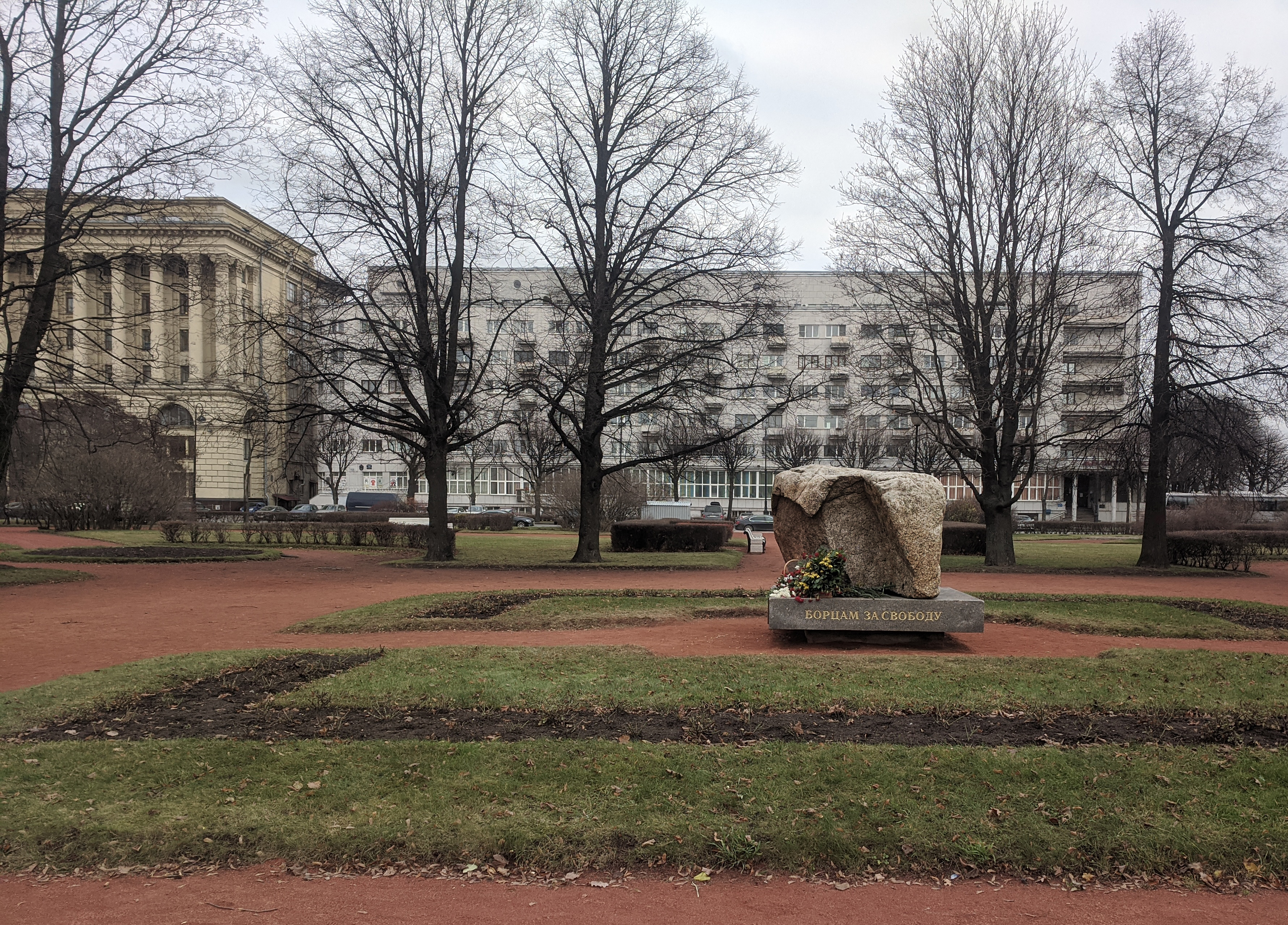
Вид на восток. На заднем плане виден Дом политкаторжан, многие жители которого стали жертвами сталинских репрессий. С этого ракурса Соловецкий камень напоминает слона
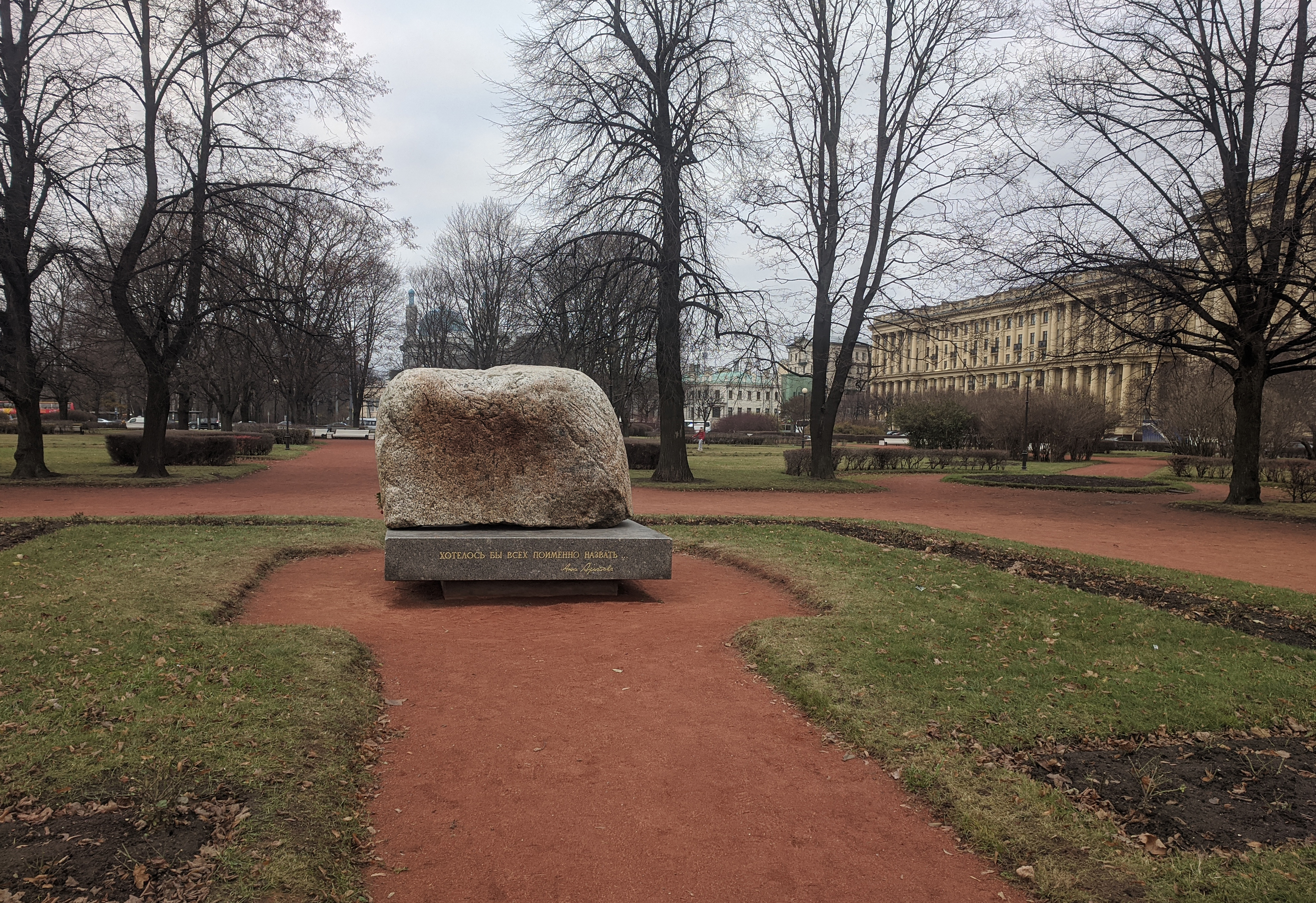
Вид на север. На заднем плане виден Музей политической истории России (особняк В. Э. Бранта)
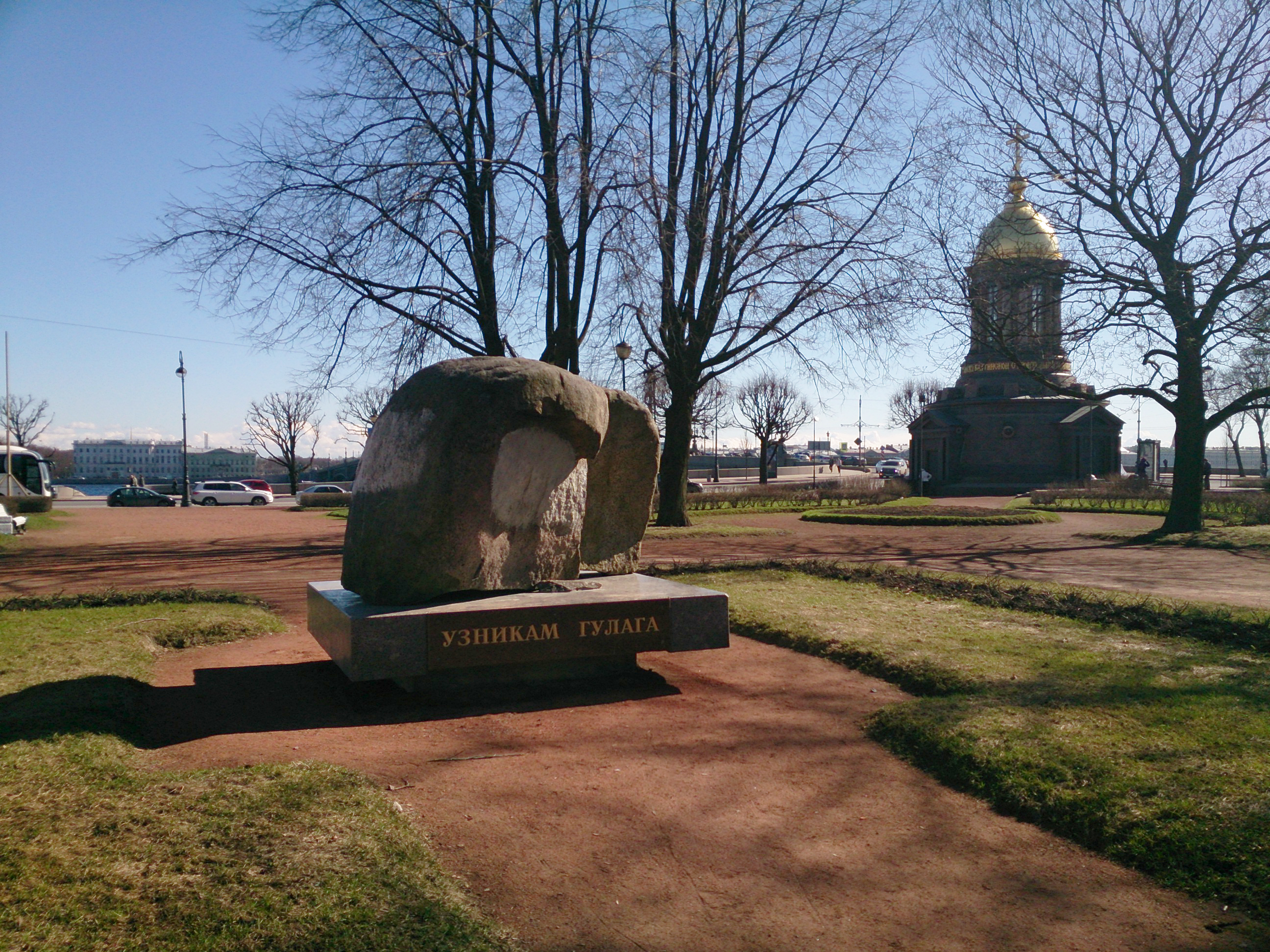
Вид на юг. Слева видна часовня, возведённая в память об уничтоженном Троице-Петровском соборе (1933). На камне видны следы после вандальной атаки (2013)

Особое смысловое значение имеет и место расположения Соловецкого камня. Он находится напротив так называемого «Дома политкаторжан», который построили в начале 1930-х годов для бывших царских заключённых и участников Октябрьской революции. В период сталинского Большого террора в 1937—1938 годах многие его жители были арестованы и расстреляны. С севера к Троицкой площади примыкает комплекс Музея политической истории России, в зданиях которого во время революции располагались руководящие органы большевиков, возглавившие восстание и инициировавшие государственный террор. Через Неву на Марсовом поле находится некрополь-мемориал борцам Революции 1917 года. Исследовательница Зузанна Богумил считает, что такое соседство призвано проиллюстрировать идею о «революции, пожирающей своих детей». Также через Неву с востока виден так называемый «Большой дом» — построенная в начале 1930-х годов резиденция ответственных за репрессии органов власти НКВД-КГБ, где ныне располагается их наследница ФСБ. В этом здании пытали и, согласно распространённым в информационном вакууме советского времени слухам, убивали политических заключённых. С западной стороны Троицкая площадь граничит с Петропавловской крепостью, где в Трубецком бастионе со времён царской России находилась политическая тюрьма. Сразу после революции в неё были заключены противники советской власти. Хронологически это первое место большевистского террора. В 2007 году у Головкина бастиона были обнаружены массовые захоронения сотен расстрелянных узников времён Красного террора, среди которых, вероятно, были и четыре великих князя. С северо-запада от Соловецкого камня в 2003 году была построена часовня Троицы Живоначальной, возведённая в память о ранее находившемся на площади Троице-Петровском соборе, уничтоженном советскими властями в 1933 году в рамках антирелигиозной компании. Близость к конкретным местам государственного террора призвана актуализировать смысловое содержание памятника жертвам репрессий.

## История создания

### Закладной камень
Впервые идея об увековечивании памяти жертв политических репрессий была официально озвучена в рамках борьбы с культом личности Сталина в 1961 году на XXII съезде КПСС. Но с приходом к власти в 1964 году Леонида Брежнева и новым ужесточением советского режима эти дискуссии были прекращены, а борьба с инакомыслящими вновь усилилась. Однако данная идея продолжила подпольно существовать в диссидентском движении в 1960—1970-х годах. В 1980-х годах во время реформ «Перестройки» в рамках демократизации государственная цензура была ослаблена и в обществе начали относительно свободно обсуждаться ранее запрещённые вопросы. В результате интерес к темам истории и оценки государственного террора сильно возрос. На этой волне возникли общественные группы, требовавшие увековечивания памяти жертв политических репрессий. Под их давлением советские власти издали ряд распоряжений, направленных на поддержку таких инициатив. В 1987 году была создана общественная группа «Мемориал», одной из основных целей которой стало увековечивание памяти жертв репрессий, в первую очередь в Москве. Её филиал в Ленинграде был создан в 1988 году и сразу активно включился в работу.
В июне 1989 года ленинградский «Мемориал» выпустил обращение к гражданам, в котором призвал создать в городе памятник жертвам политических репрессий. По замыслу общественников, его неотъемлемой частью должны были стать также музей и архив, которые бы во всей полноте раскрывали трагедию государственного террора. Среди предлагаемых мест памяти были названы найденный несколькими месяцами ранее расстрельный полигон в Левашово, «Большой дом», тюрьма «Кресты» и площадь Революции перед домом Политкаторжан. «Мемориал» призвал граждан включиться в общественное обсуждение данной идеи, а также объявил о начале сбора пожертвований.
В рамках этих процессов 27 марта 1990 года Исполнительный комитет Ленсовета принял решение «о проведении открытого конкурса на лучшую идею, место установки и проектное предложение памятника жертвам сталинских репрессий». При этом предпочтительным местом установки монумента указывалась площадь Революции (ныне Троицкая), ранее выбранная для этой цели обществом «Мемориал». Однако решение увековечить память жертв только сталинских репрессий вызвало протест со стороны общественников, настаивавших на осуждении преследований в течение всего советского периода. В результате 17 июля Президиум нового, первого избранного демократическим путём Ленсовета отменил данный конкурс ещё до его начала.
Тем временем общественники «Мемориала» взяли инициативу в свои руки. Изначально они предлагали возвести большой мемориальный памятник. Однако на это требовалось время и деньги, поэтому было принято решение о создании временного знака, который бы мог служить формированию памяти «здесь и сейчас». В результате 4 сентября 1990 года в последний день работы Международной конференции по правам человека и накануне Дня памяти жертв Красного террора (5 сентября) в сквере на Троицкой площади ими была открыта квадратная закладная гранитная плита с надписью: «На этом месте будет сооружён памятник жертвам политических репрессий в Петрограде-Ленинграде». Сверху её венчал бронзовый венок в виде колючей проволоки, а на южной и северной гранях был высечен текст: «Хотелось бы всех поимённо назвать / Анна Ахматова». Художником памятного знака стал Дмитрий Богомолов.

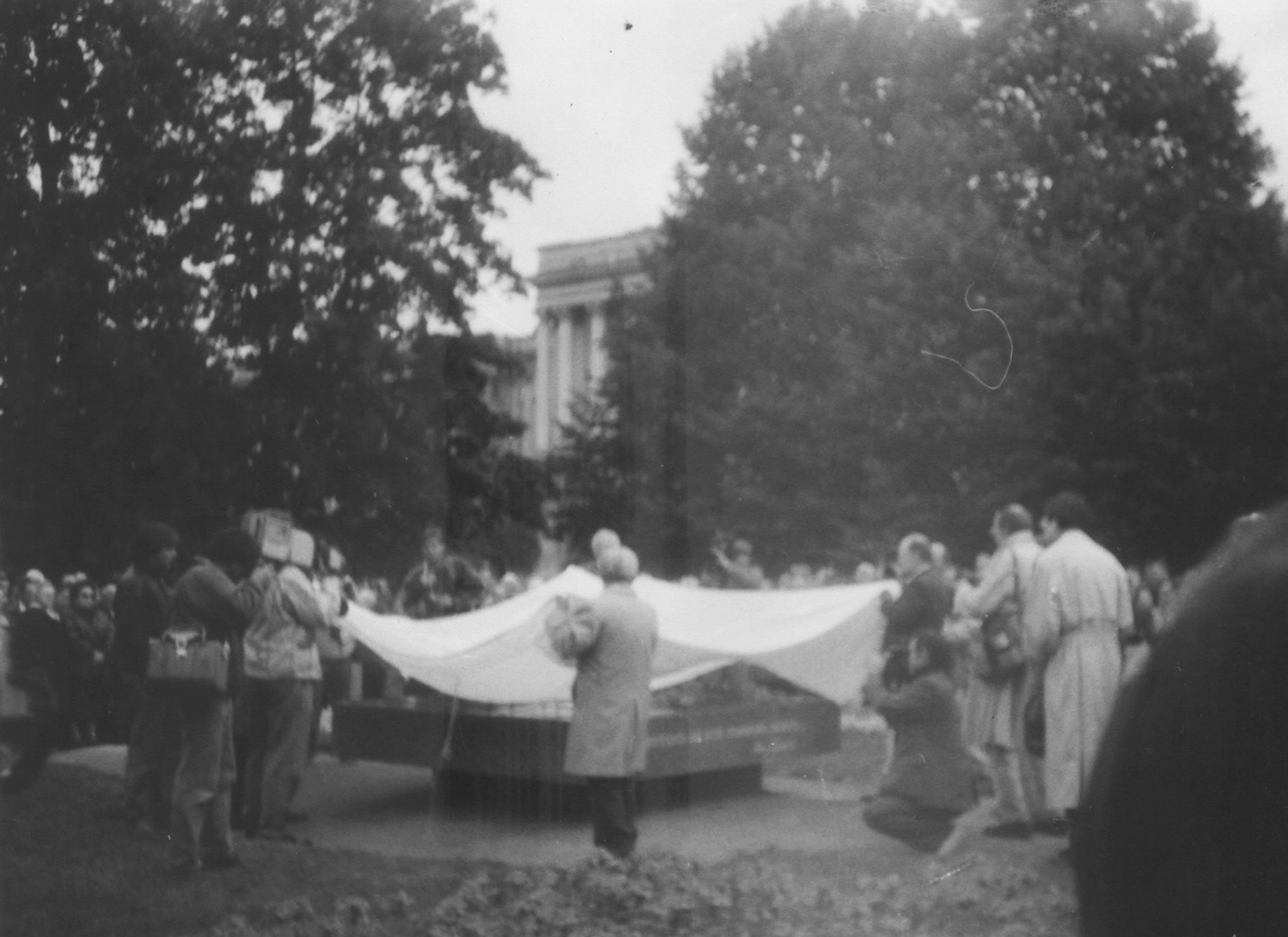
Церемония открытия
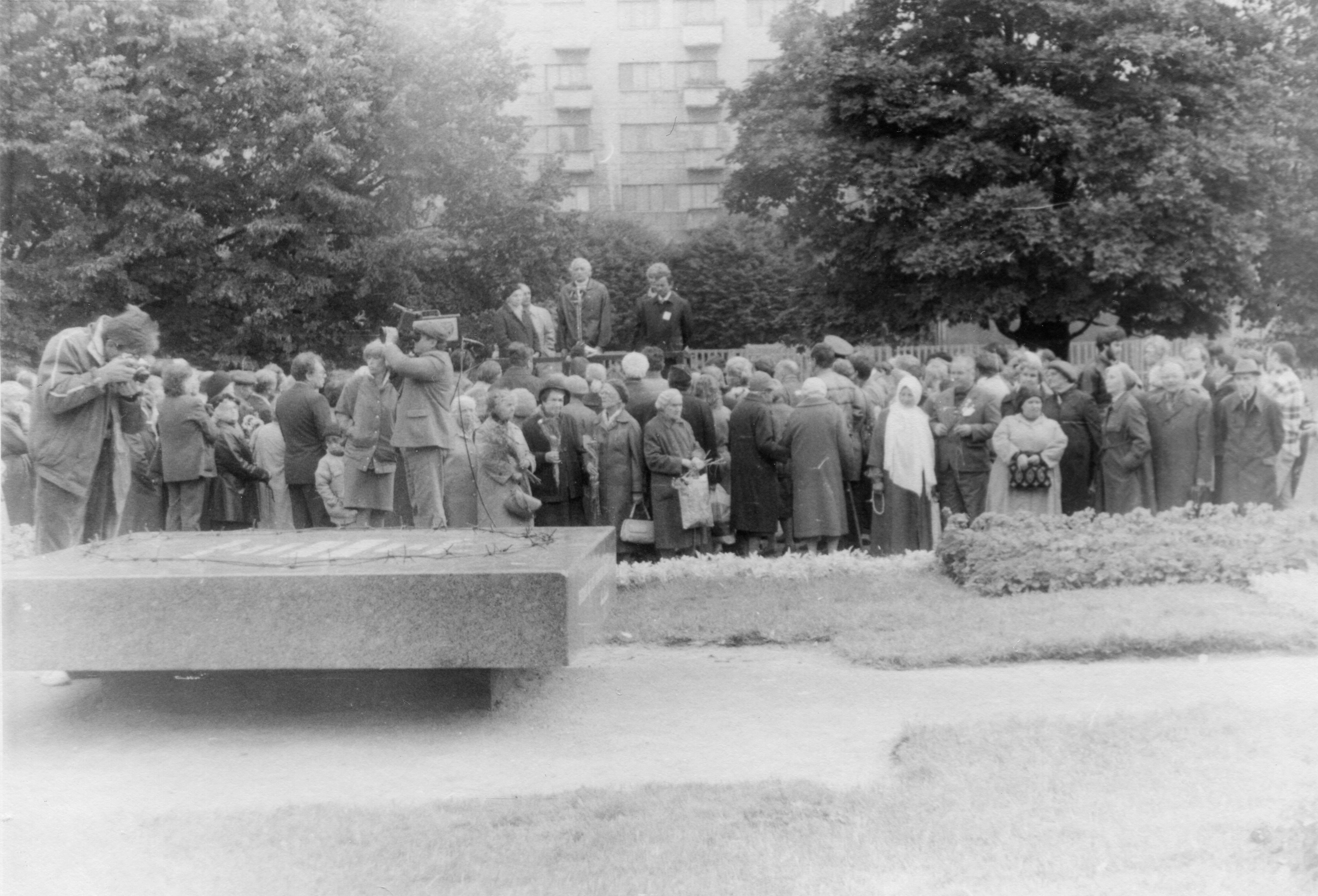
Церемония открытия
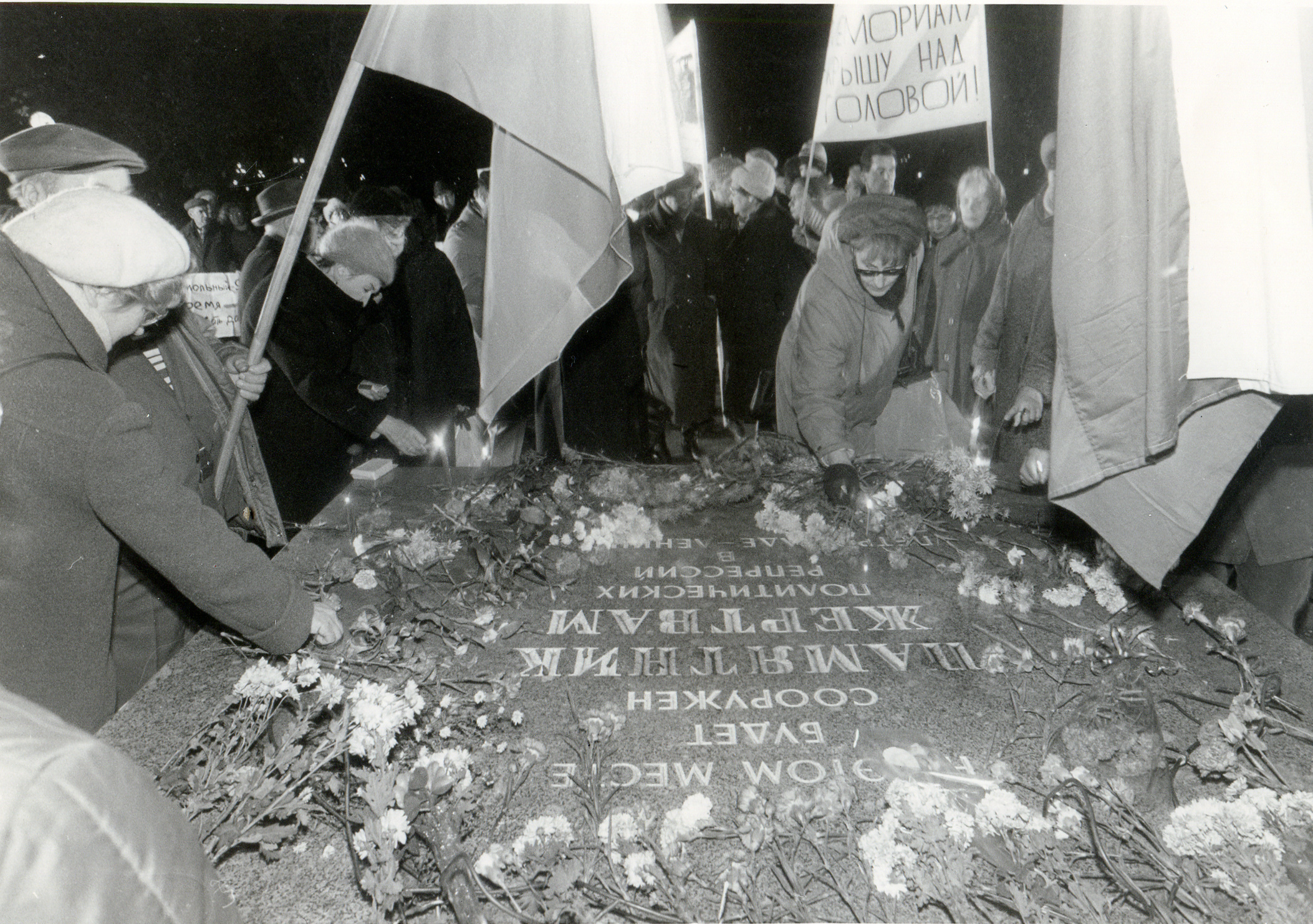
Церемония у камня
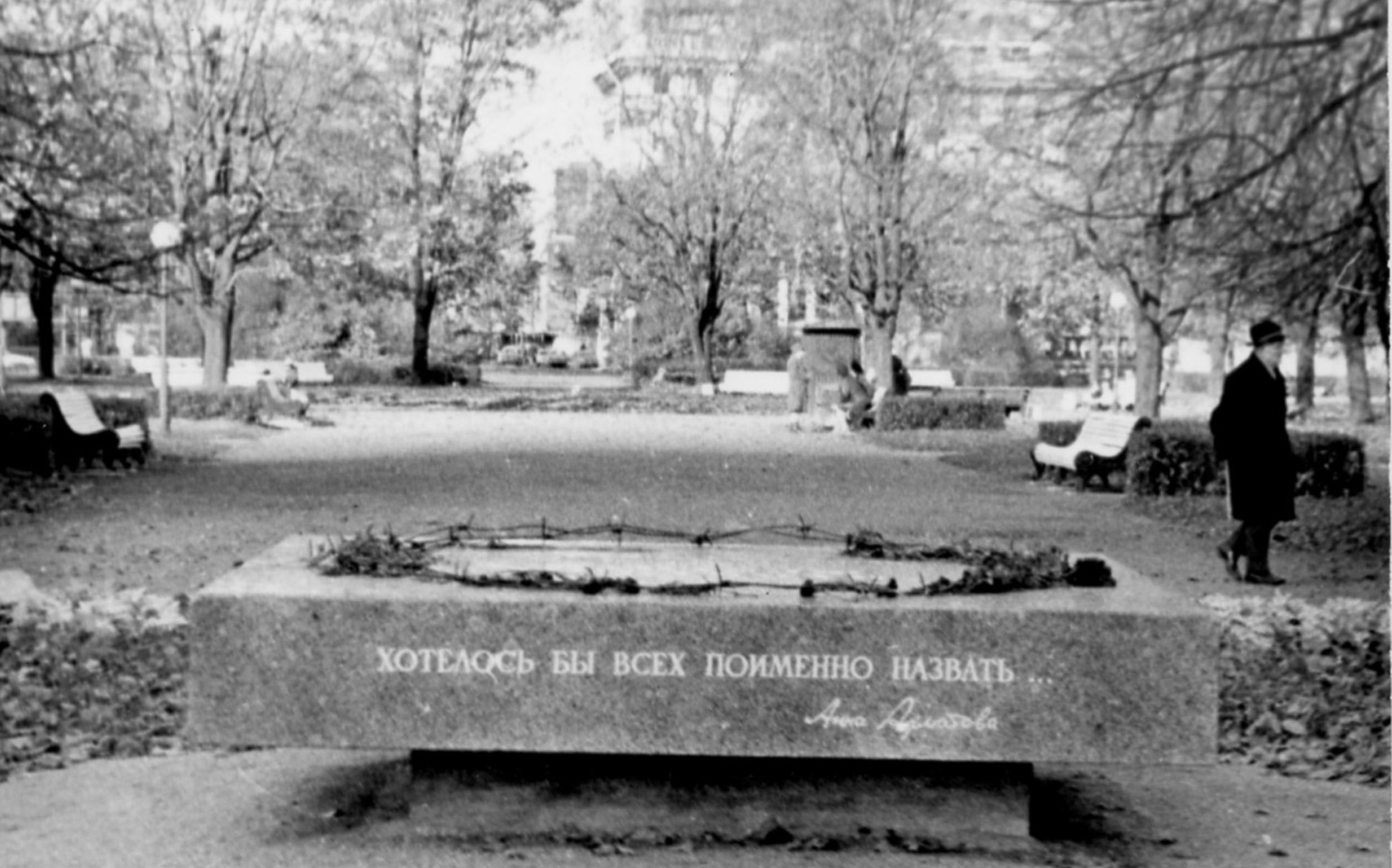
Общий вид

1 октября 1990 года Исполком первого демократического Ленсовета принял решение о проведении второго конкурса проектов «памятника жертвам политических репрессий в Петрограде-Ленинграде». В нём были учтены требования общественников — задачей мемориала обозначалось воплощение идеи «осуждения насилия и беззакония, отрицания политической и иной нетерпимости», без конкретизации исторического периода. Жюри возглавили художник-монументалист профессор Андрей Мыльников, чей отец был расстрелян в 1918 году, и искусствовед академик Дмитрий Лихачёв, который сам в сталинский период, будучи студентом, пережил заключение в Соловецком лагере. Конкурсные работы были представлены на выставке в Музее истории Ленинграда весной 1991 года. 3 июня жюри обсудило поданные проекты. Была отмечена работа Дмитрия Богомолова, предлагавшего поместить в центре памятника «бронзовую фигуру человека, раздавленного и распятого в крестообразном пространстве между четырьмя камнями, на которых начертана летопись политических репрессий в Петрограде-Ленинграде». Однако ни один проект так и не был выбран. Жюри было решено устроить второй тур конкурса, но ввиду незаинтересованности городских властей он не состоялся.
Впоследствии интерес к данному проекту у администрации Санкт-Петербурга пропал. Однако в 1995—1996 годах при поддержке и непосредственном участии губернатора Анатолия Собчака был открыт ряд иных памятников жертвам политических репрессий: напротив легендарной тюрьмы «Кресты» установили «Метафизических сфинксов» Михаила Шемякина, а на Левашовском мемориальном кладбище — «Молоха тоталитаризма». Оба этих монумента вызвали нарекания со стороны ряда бывших политических заключённых и правозащитников — в связи с отсутствием общественного обсуждения этих проектов, неясностью их смыслового посыла, отображением в них образов зла и насилия.
В 1996 году на запрос «Мемориала» в городской администрации ответили, что прорабатывают возможность создания памятника по проекту скульптора Эдуарда Зарецкого. В 1998 году сопредседатель петербургского «Мемориала» Вениамин Иофе высказал недоумение в связи с тем, что власти проигнорировали памятник жертвам репрессий в плане церемонии перезахоронения останков последней царской семьи, несмотря на то, что её маршрут проходил через Троицкую площадь.
В конечном итоге в течение десяти лет власти Санкт-Петербурга так ничего и не предприняли для реализации проекта. Изначальной идее общества «Мемориал» о большом монументе памяти не суждено было сбыться. Экономический кризис 1998 года окончательно похоронил надежды правозащитников. Такая же судьба постигла многие аналогичные проекты по всей стране. В конце 1990-х годов бронзовый венок с монумента был похищен вандалами.

### Соловецкий камень

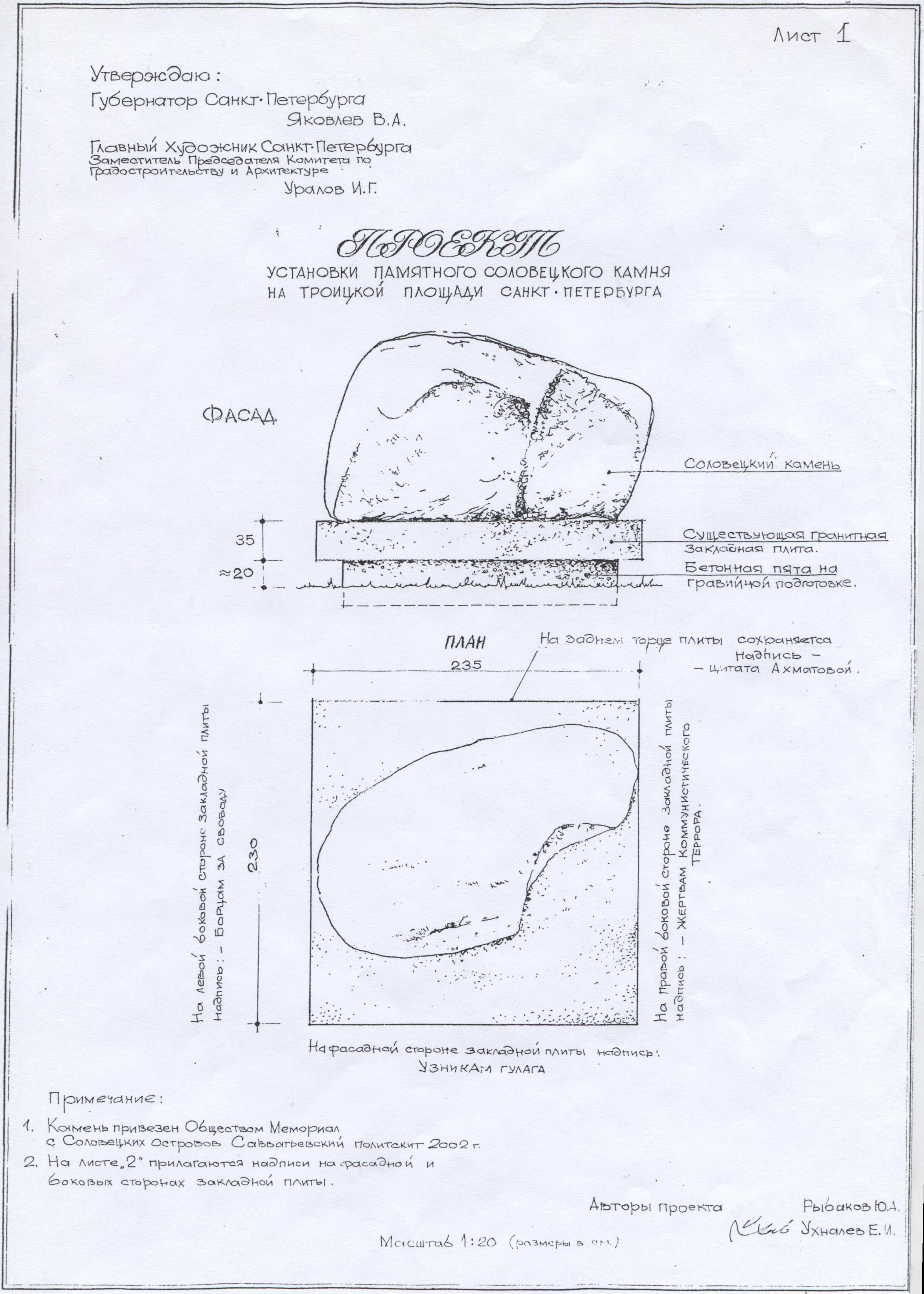
Проект «Соловецкого камня».

На рубеже веков Санкт-Петербургский НИЦ «Мемориал» вновь вернулся к вопросу об установке памятника. В новых общественно-политических условиях, когда память о ГУЛАГе перестала быть столь актуальной темой, президентом России был избран бывший агент ответственного за репрессии КГБ, а на поддержку властей рассчитывать не приходилось, правозащитники решили закончить создание монумента своими силами. При этом некоторые общественники высказывали мнение, что городская администрация вообще вряд ли позволит поставить на месте закладного камня какой-то осмысленный памятник. В итоге по инициативе сопредседателя «Мемориала» Вениамина Иофе было решено последовать примеру Москвы и Архангельска и установить камень с территории бывшего Соловецкого лагеря особого назначения. После смерти Иофе в 2002 году реализацией данной идеи занялась его жена и соратница Ирина Флиге. В своём письме от имени «Мемориала» в администрацию города она сформулировала основные тезисы будущей установки Соловецкого камня: «Тема памяти жертв политических репрессий неразрывно связана с неприятием идеологического насилия и политического террора, а следовательно не может нести в себе знаков и символов зла, также как и образов торжества сил смерти и произвола над человеческой личностью. Неизбирательный характер политического террора, сопровождавший всю советскую историю, привёл к гибели людей разных конфессий: православных, мусульман, иудеев, баптистов и просто атеистов, всех с разным отношением к общепринятым конфессиональным знакам. Таким образом, памятник погибшим должен быть внеконфессиональным. На основании изложенного оптимальным решением нам представляется установка гранитного валуна с Соловецких островов (с использованием закладного камня в качестве цоколя). Соловецкий концлагерь вошёл в историю нашей страны как символ ГУЛАГа. Соловецкий камень будет достойным памяти тех людей, которых мы лишились в результате разгула бессмысленного террора». В итоге переговоров «Мемориала» с администрацией города возведение памятника было включено в программу празднования 300-летия Санкт-Петербурга, однако без бюджетного финансирования.
Проект памятника был разработан художниками Юлием Рыбаковым и Евгением Ухналёвым, известным как автор герба России. Примечательно, что в советское время они оба пережили политические репрессии. Ухналёв, будучи студентом, в сталинский период в 1948 году был обвинён в намерении вырыть подкоп из Ленинграда в Москву под мавзолей Ленина для осуществления теракта и осуждён на 25 лет по 58-й статье. Он отбывал срок в «Крестах» и Воркутлаге, был освобождён через 6 лет в связи с тем, что на момент «совершения преступления» ему не было 18 лет. Юлий Рыбаков во времена Брежнева осуществил первую в СССР акцию независимого политического искусства. 3 августа 1976 года (накануне планового ремонта стен) на Государевом бастионе Петропавловской крепости он нарисовал гигантскую надпись около 40 метров в длину: «Вы распинаете свободу, но душа человека не знает оков!». Эта акция была призвана почтить память художника Евгения Рухина, в загадочной смерти которого диссиденты обвиняли КГБ. Вскоре после этого Рыбаков был арестован и осуждён на 6 лет.
Деньги на мемориал собирали через общественные пожертвования, прежде всего от самих бывших политических заключённых и их близких. Отдельный вклад внесли организации «Мемориал», «Гражданский контроль», партия «Союз правых сил» и другие правозащитные и демократические организации. На собранные средства была снаряжена экспедиция на Соловецкие острова, где около Савватиевского скита поисковая команда во главе с Флиге, Рыбаковым и Ухналёвым нашла камень весом 10 400 кг. Его транспортировка в Санкт-Петербург оказалась сложной технической задачей, начиная от подбора на местности крана соответствующей грузоподъёмности и заканчивая поиском баржи, способной на перевозку такого негабаритного объекта. Помощь в пути оказывалась всенародно: сотрудниками Соловецкого музея-заповедника, рыбаками, крановщиками, директором агарового завода и многими другими людьми.

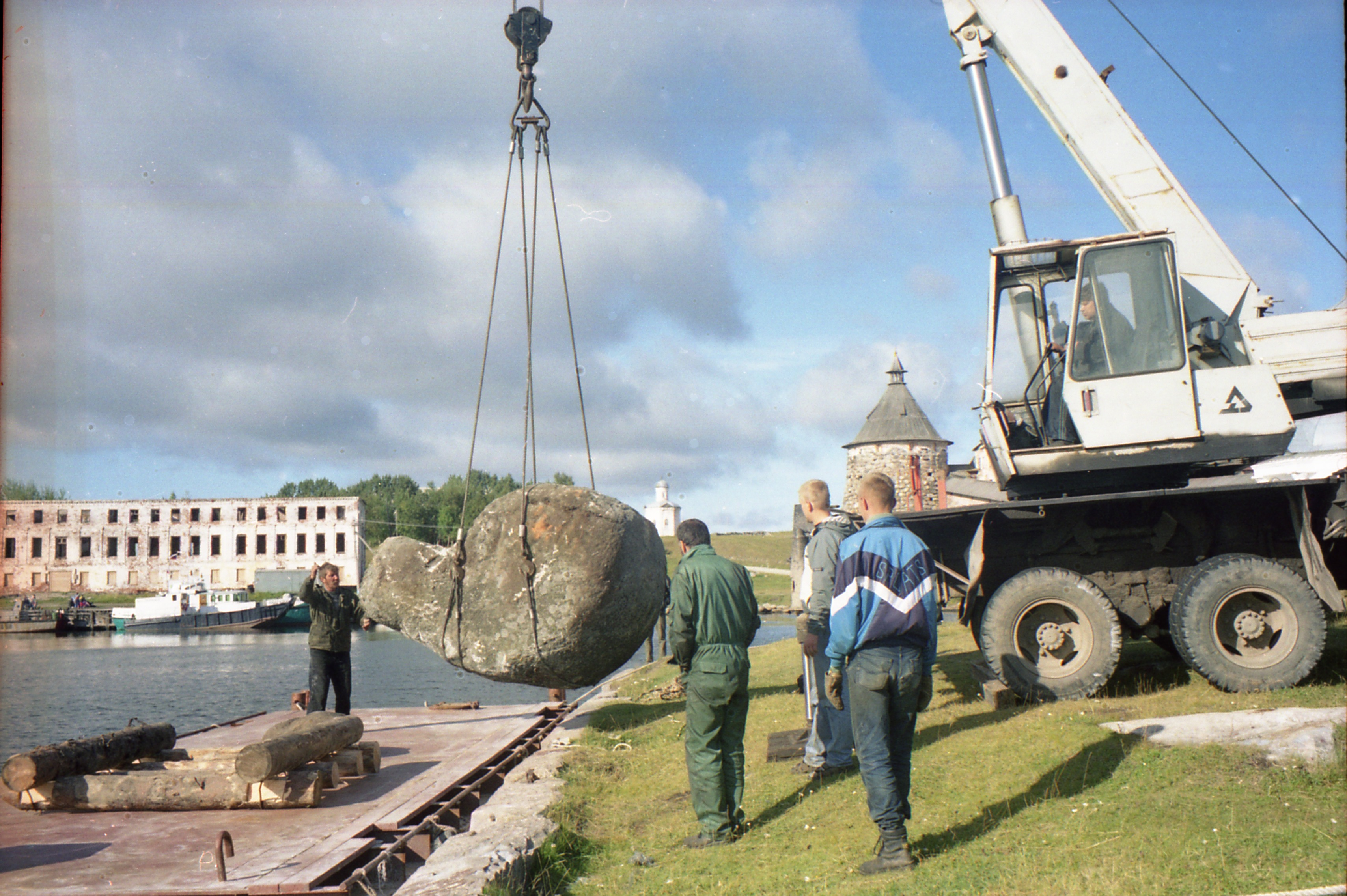
Погрузка камня
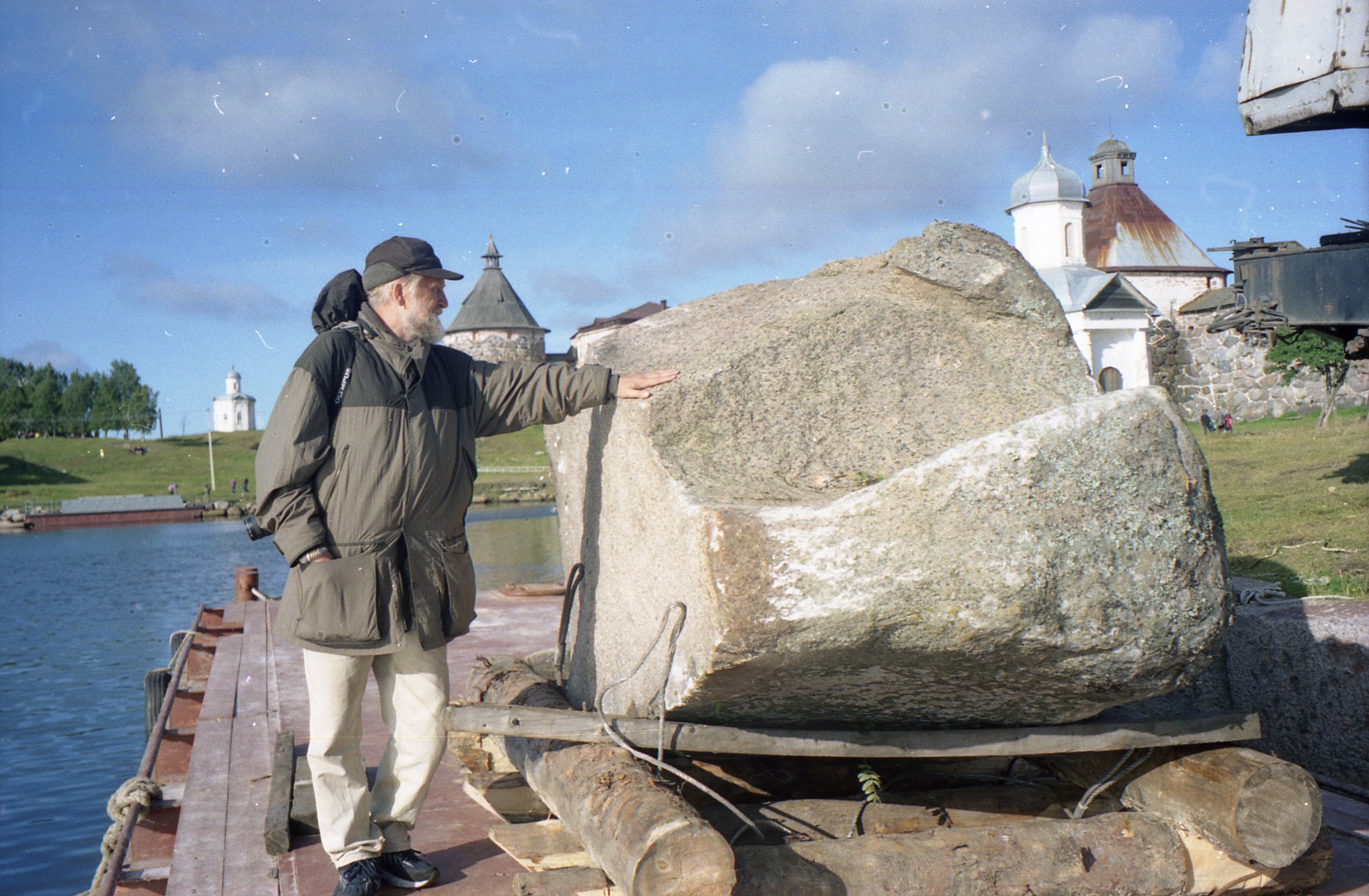
Погрузка камня. Ю. А. Рыбаков
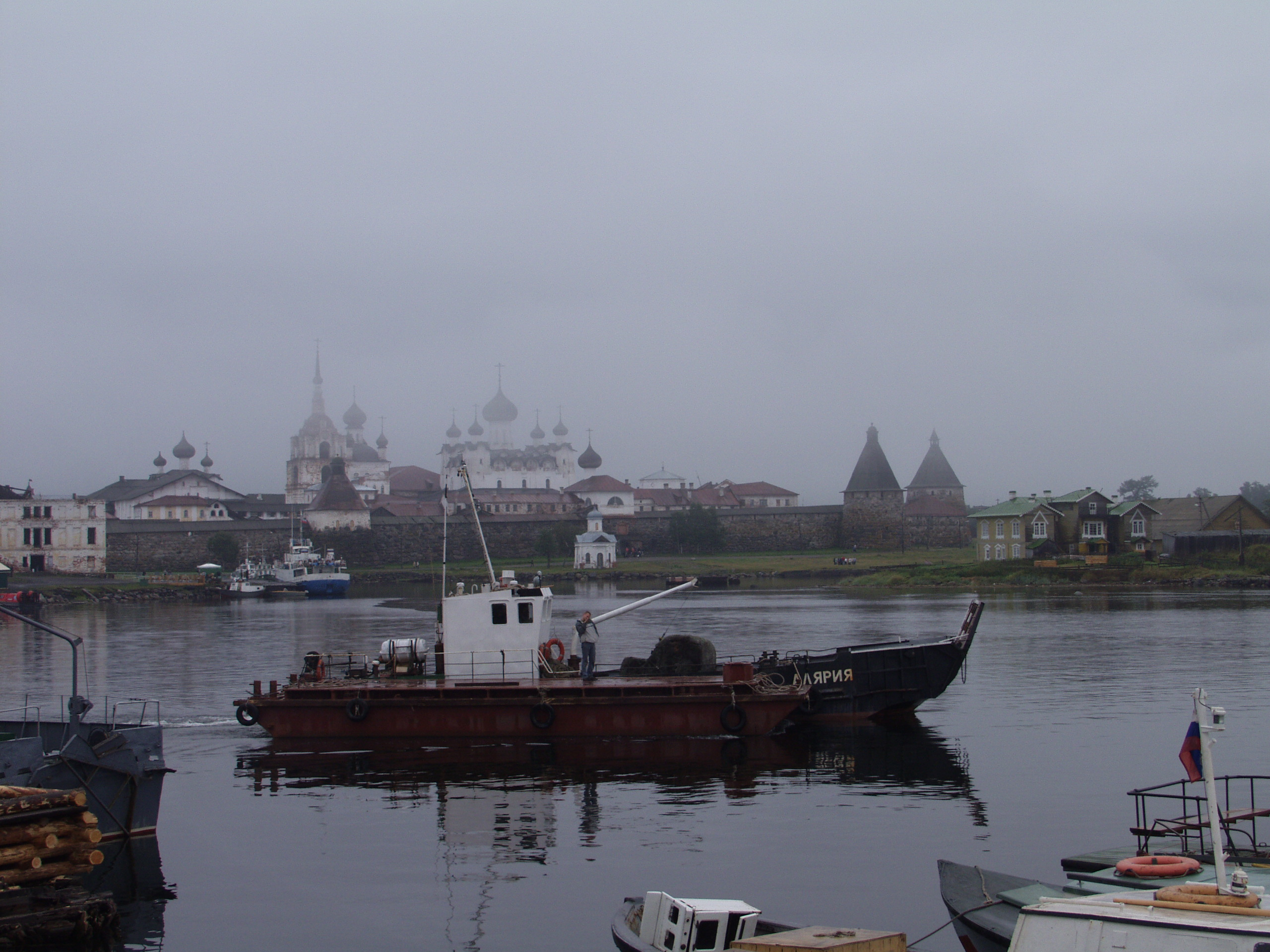
Отплытие с Соловецких островов
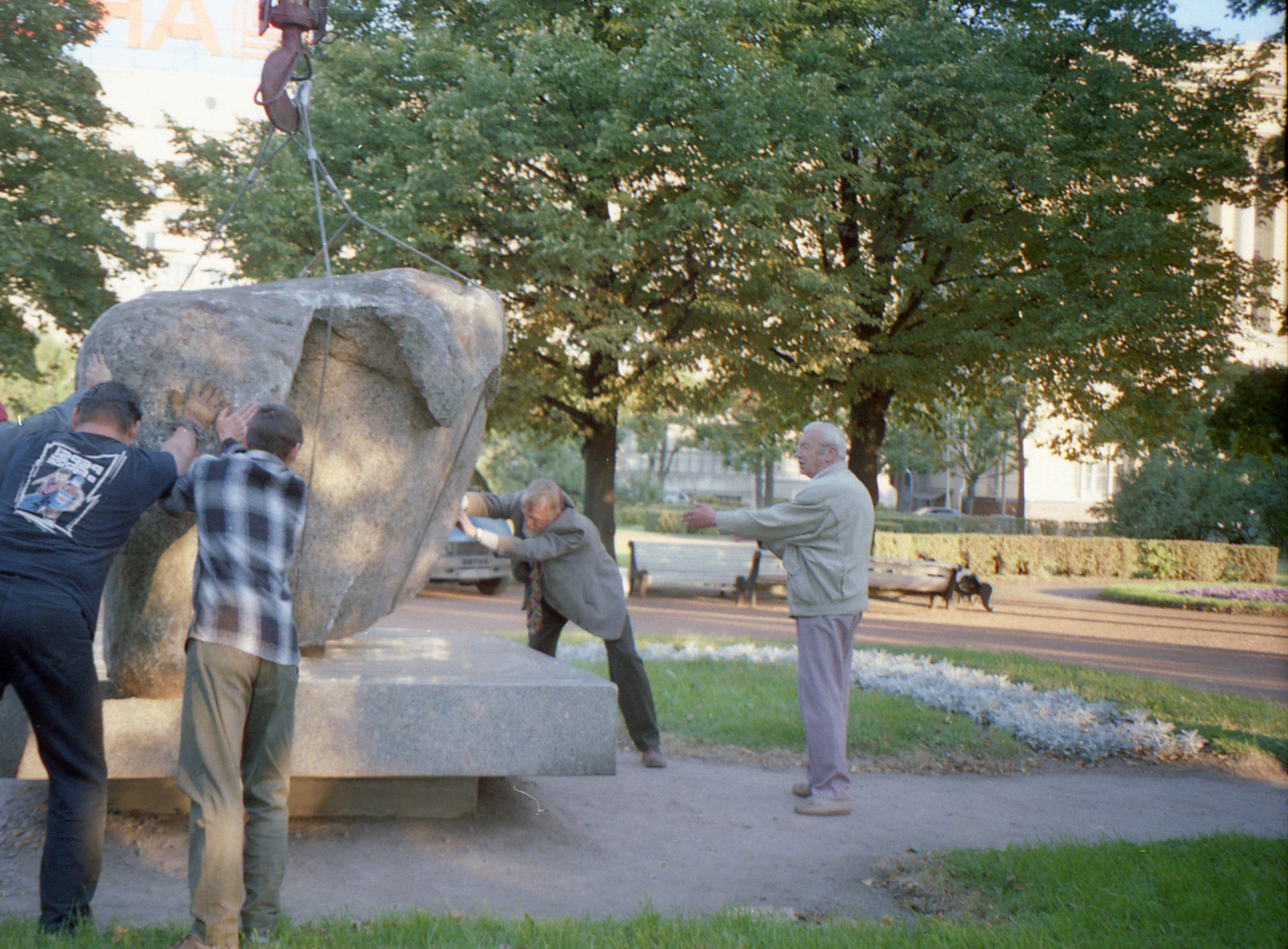
Установка камня. Ю. А. Рыбаков, Е. И. Ухналёв
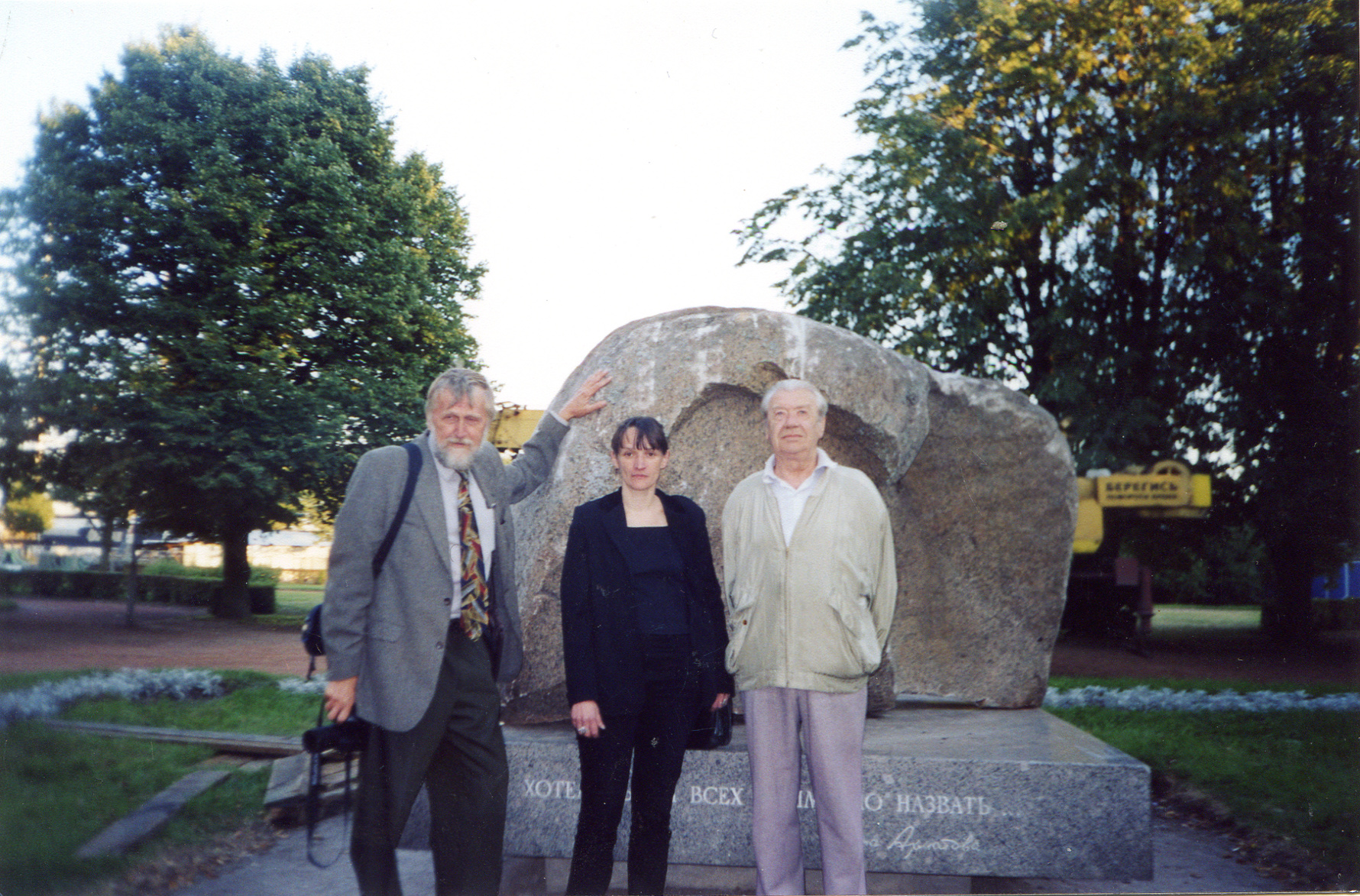
После установки: Ю. А. Рыбаков, И. А. Флиге, Е. И. Ухналёв

Камень был доставлен и установлен в необработанном виде на уже существовавшем с 1990 года постаменте 22 августа 2002 года. К словам Анны Ахматовой на платформе-основании памятника на другие его грани были добавлены ещё три надписи, перечисляющие категории лиц, которым он посвящён. При этом разрешения на установку у «Мемориала» не было, поскольку формальная процедура согласования возведения монумента на тот момент не завершилась, хотя главный художник города проект одобрил. Памятник был представлен общественности в день двенадцатилетнего юбилея установки закладного камня 4 сентября, когда состоялся приуроченный ко Дню памяти жертв красного террора митинг. При этом городская администрация акцию проигнорировала. Торжественное открытие памятника состоялось 30 октября в официальный День памяти жертв политических репрессий. Оно также было приурочено к празднованию 300-летия Санкт-Петербурга. Позднее памятник был согласован с властями задним числом, а распоряжением Губернатора Санкт-Петербурга Владимира Яковлева № 2575-ра от 15 декабря 2002 года он был переведён на городской баланс.

## Значение и дальнейшая история

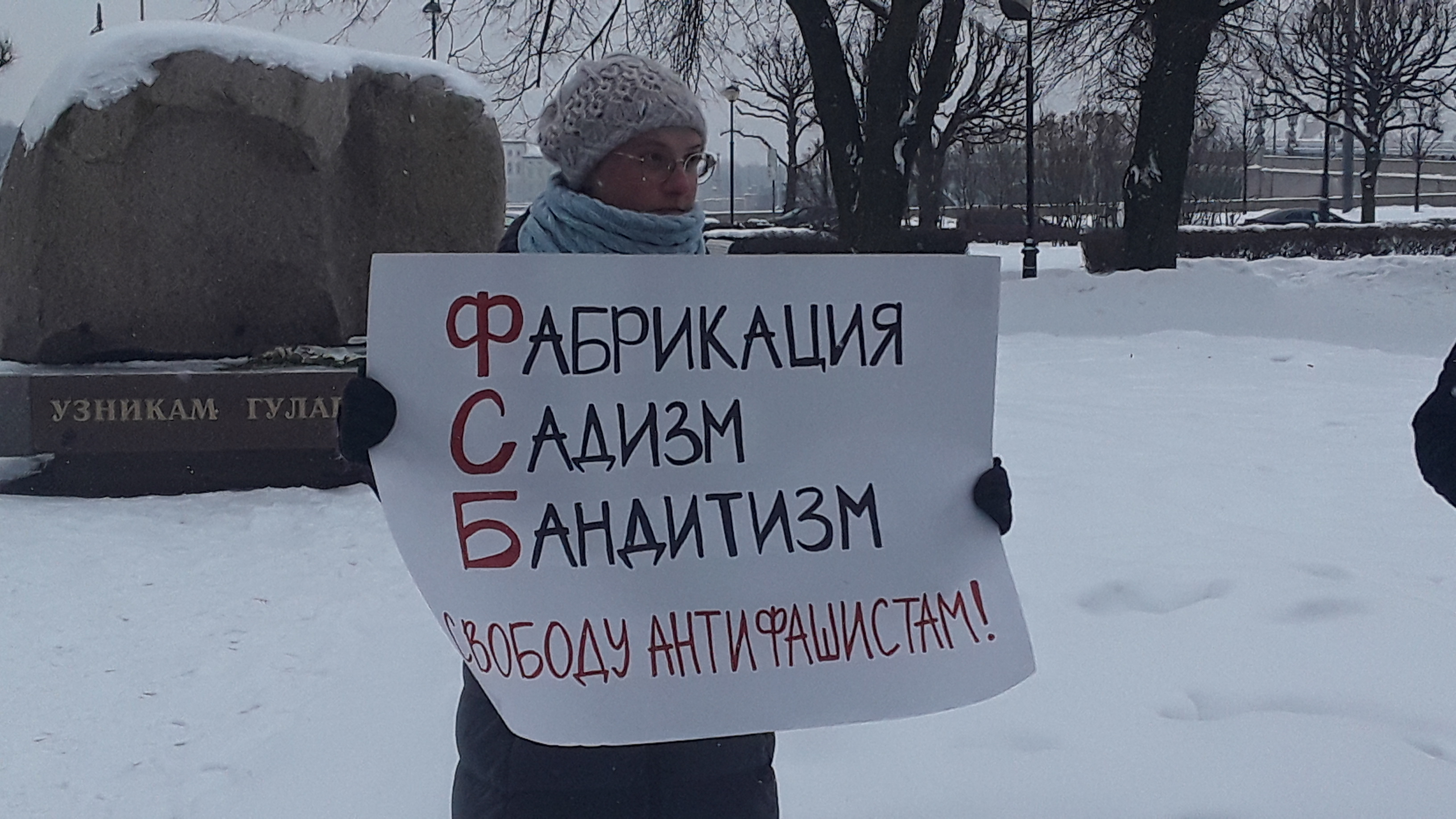
Акция в защиту преследуемых антифашистов. 2018 год

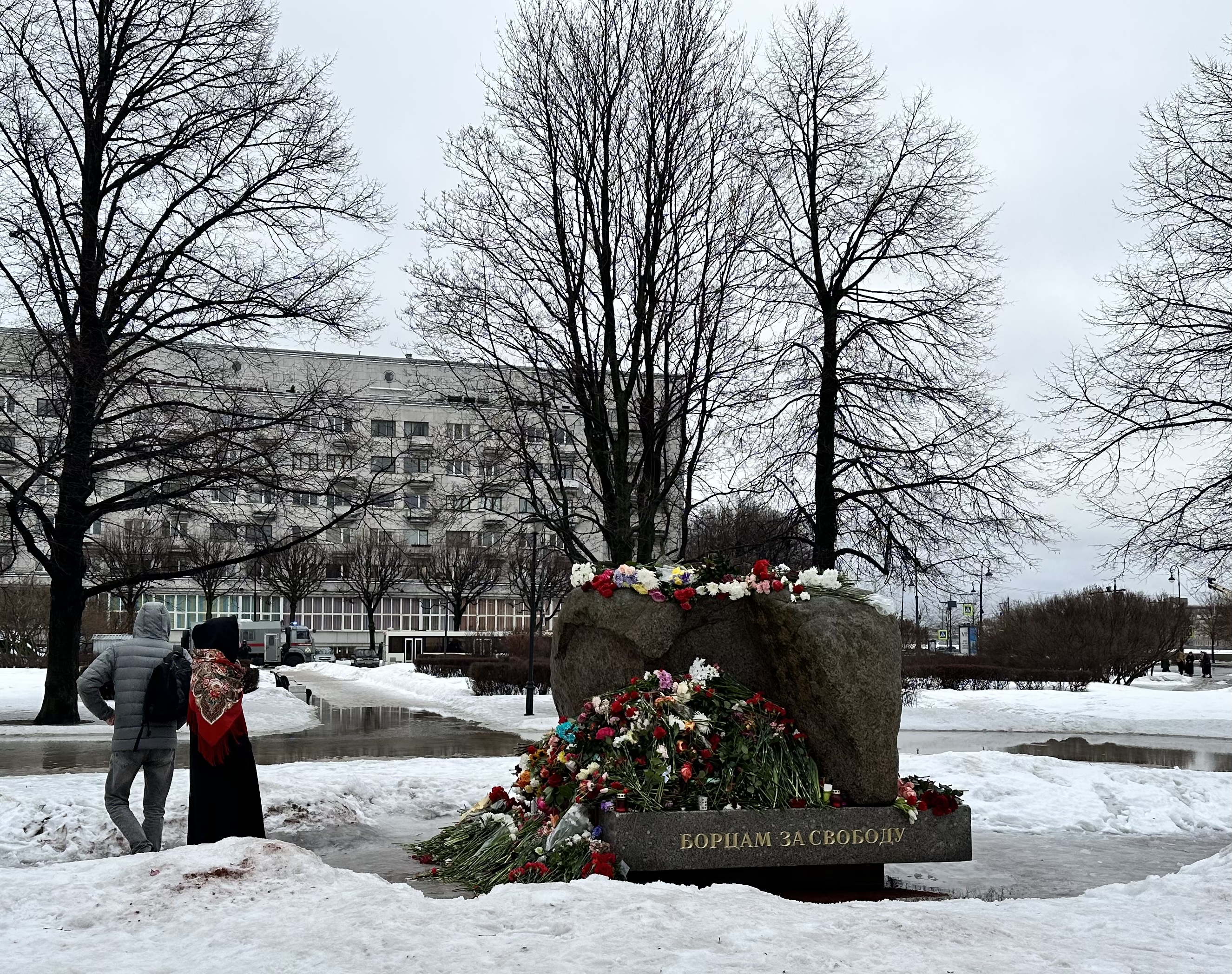
Мемориал через день после смерти Алексея Навального. 2024 год

Ежегодно 5 сентября в День памяти жертв Красного террора и 30 октября в День памяти жертв политических репрессий у Соловецкого камня в Санкт-Петербурге проходят траурные мероприятия, в том числе, например, «Возвращение имён». Кроме того, сквер у памятника служит традиционным местом проведения различных публичных акций, посвящённых жертвам политических убийств и репрессий, памятным датам в истории государственного террора, мероприятий против насилия и ксенофобии, а также других правозащитных событий. Так, здесь проходили акции памяти убитых журналисток и правозащитниц Анны Политковской и Натальи Эстемировой, застреленных антифашистов Станислава Маркелова и Анастасии Бабуровой, актёра и гражданского активиста Алексея Девотченко, диссидентки Натальи Горбаневской, диссидентки и политика Валерии Новодворской, убитого политика Бориса Немцова, диссидента Владимира Буковского и так далее. В первую субботу июня у Соловецкого камня отмечается день памяти погибших в тюрьмах Петрограда-Ленинграда, в начале августа возле него проходят акции, приуроченные к дате начала Большого террора (5 августа), 17 декабря в день принятия сталинской статьи против гомосексуалов цветы к камню возлагают ЛГБТ-активисты, в день создания ВЧК-ОГПУ-НКВД-КГБ 20 декабря в сквере походят акции протеста. У мемориала проводились акции солидарности с арестованными по «Болотному делу», делу «Сети» и другими преследуемыми властями гражданскими активистами.
Соловецкий камень неоднократно подвергался вандализму и осквернению: в первые же месяцы после открытия в 2002 году на него дважды (в ночь с 26 на 27 сентября и со 2 на 3 октября) были нанесены свастика и оскорбительные надписи. Атаки повторялись 22 марта 2003 года, 10 июня 2007 года, 9 февраля 2012 года и 28 февраля 2013 года. Примечательно, что после вандализма в 2013 году вопрос реставрации памятника выявил проблему несогласованности ответственности за его содержание среди городских властей. В результате уполномоченный по правам человека в Санкт-Петербурге Александр Шишлов выступил за уточнение статуса памятника. В 2015 году на традиционной декабрьской акции памяти жертв репрессий появились люди с портретами Гитлера. Однако на просьбу удалить нарушителей порядка ни полиция, ни представители городской администрации не прореагировали. Организаторы обвинили городские власти в провокации. В 2018 году против Соловецкого камня и проекта памяти жертв репрессий «Последний адрес» выступал националист Александр Мохнаткин, что вызвало большой общественный резонанс. 30 октября 2018 года и. о. губернатора Санкт-Петербурга Александр Беглов возложил цветы к памятнику.
После начала в 2022 году полномасштабной войны в Украине и на фоне связанного с этим усилением политических репрессий в российском обществе сформировалась практика «цветочного протеста» у «стихийных мемориалов»: люди стали приносить цветы в знак солидарности с жертвами в Украине и жертвами нового государственного террора к определённым знаковым местам. Одним из них стал Соловецкий камень на Троицкой площади. Одна из самых крупных таких акций прошла в память об Алексее Навальном, умершем в заключении. Это закончилось задержанием и последующими арестами людей, пришедших к Соловецкому камню. Кроме того, люди оставляли своим комментарии на страницах памятника в Интернете.